# Шлайхграбен
Шлайхграбен (нем. Schleichgraben) — река в Германии, приток Шварце-Эльстера, протекает по землям Саксония и Бранденбург; длина реки — 15,5 км. Берёт своё начало в болотистой местности к югу от района Лейппе-Торно города Лаута — в заповедной зоне на высоте около 130 метров над уровнем моря. По данным муниципальных властей на 2011 год, река находилась в «плохом» экологическом состоянии, в связи с присутствием в воде токсичных веществ.